# أيكي-كين

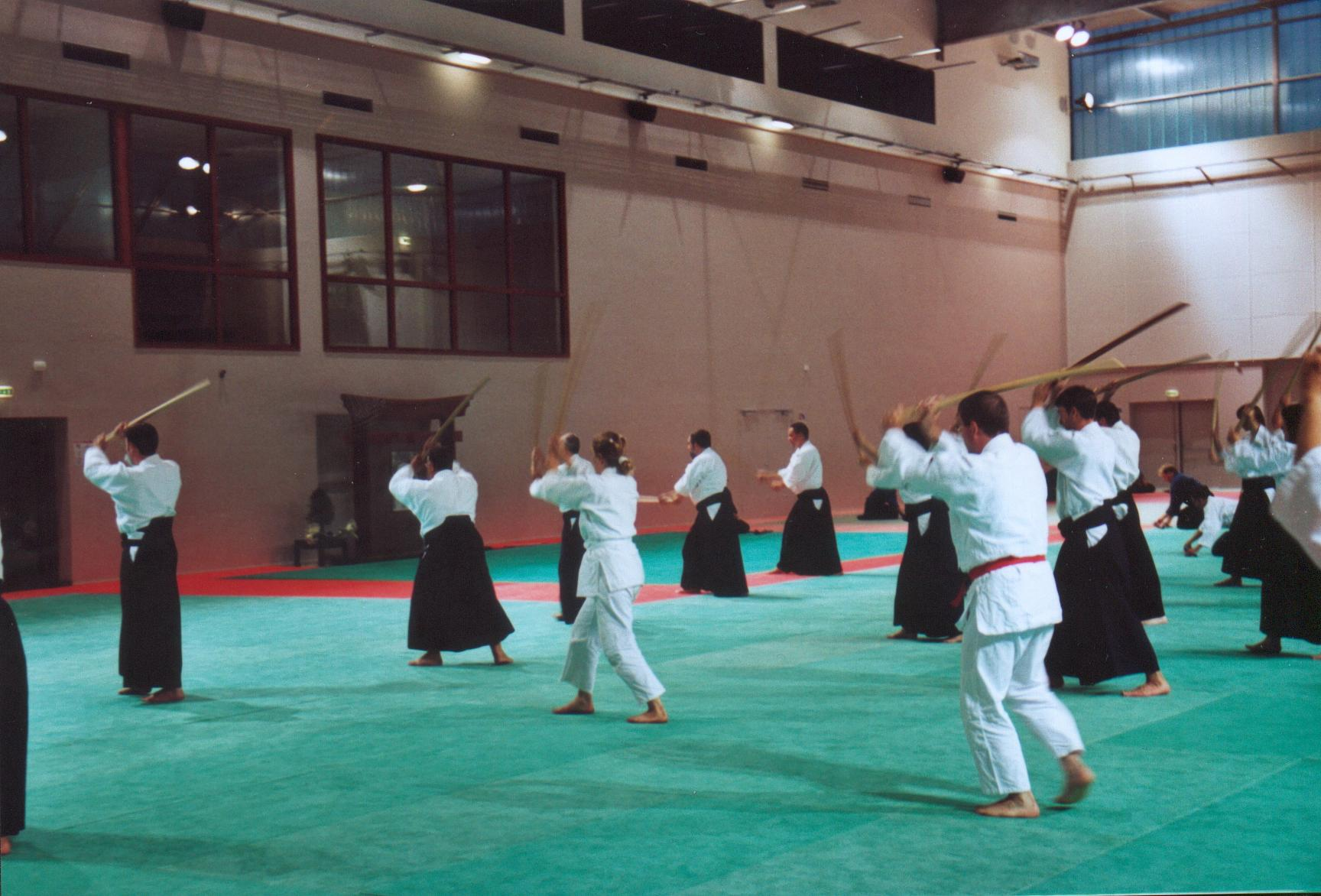
Aikiken shomen lesneven 2006

أيكي-كين (بالإنجليزية: Aiki-ken)، هو اسم يطلق على وجه التحديد لمجموعة من التقنيات بالسيف الياباني (السيف المنحني)، علمه في البداية موريهيه أويشيبا (مؤسس الأيكيدو)، ثم طوره موريهيرو سايتو، أحد طلاب أويشيبا البارزين. حاليا، إيواما شين-شين أيكي شورين-كاي هي المنظمة الرئيسية للتنظيم.
تمارس بالبوكين (سيف خشبي)، وفقا لمبادئ الأيكيدو.

## تطوير الآيكي-كين
الجزء الأكبر لبرنامج أيكي كين طوره سينسي موريهيه أويشيبا في إيواما دوجو في اليابان في الوقت الذي طور فيه تدريب ممارسي الأيكيدو (يسمى أيكي-جو). تم توثيقه جيدا حيث أنّ أويشيبا درس عدة أنماط مختلفة من كين جوتسو، مدرسة كاشيما شيندون جيكيشينكاج-ريو.
ممارسة أيكي-كين ليست منتشرة. بعض المدارس من الأيكيدو تشمل التدريب على الأسلحة التي لا علاقة لها مع أيكي-كين، والبعض الآخر يتخلى عن التدريب على الأسلحة تماما.
أساسياته المعدة في البرنامج التعليمي للأيكي كان رتبها سينسي موريهيرو سايتو، أحد طلاب أيوشيبا الأكثر تخصصا، والذي ورث عبء التدريس في دوجو إيواما.
لضمان الأيكي كين تم نشره مع الممارسة واليد خالية (بدون سلاح) والاعتراف بها كجزء من الأيكيدو، عمل موريهيرو سايتو أسلوبا كاملا من التمارين. و رتب هكذا(suburi )، حركات القط الاساسية، التمرينات تسمى (awase d'harmonisation) مع منافس أو متدرب هو أيضا مسلح، وكوميتاشي كاتا تمثل حالات المواجهة.
يجمع الأيكي كين؛ أكثر من مائة حركة مع وجود علاقة وثيقة مع تاي جوتسو والأيكي - جو. الفروع الأخرى في الأيكيدو تتضمن أيضا تقنيات السيف في تعليمهم، ولكن تحت تأثير الفروع الأخرى كوريو التابع لكين جوتسو و(مدارس السيف).

## ممارسة الآيكي-كين
تُمارس الآيكي-كين عادة كجزء مكمل لتدريب الآيكيـدو، وتركّز على تطبيق المبادئ الأساسية للآيكيـدو باستخدام السيف الخشبي (بوكّين). يتم التدريب غالبًا في شكل كاتا (حركات متسلسلة)، حيث يركز المتدربون على التنسيق والتناغم مع الشريك، وليس على القتال الحقيقي. تساعد هذه الممارسة على تحسين فهم تقنيات الآيكيـدو بدون سلاح، وتطوير التوازن، والدقة، والانسيابية في الحركة.

### كوميتياتشي
الكوميتياتشي هو شكل من أشكال التدريب التبادلي في الآيكي-كين، حيث يقوم اثنان من الممارسين بأداء تسلسل محدد من الهجمات والدفاعات باستخدام السيوف الخشبية. يُستخدم هذا النوع من التمرين لتطوير التوقيت، والموقع، والانسياب الحركي، ويُعد مرحلة متقدمة مقارنةً بالكاتا الأساسية. يهدف الكوميتياتشي إلى محاكاة المواجهة الواقعية بطريقة آمنة ومنظمة تعزز مهارات الانسجام (أواسي) بين المتدربين.